# Josef Schmid (Theologe)
Josef Schmid (* 26. Januar 1893 in Holzhausen bei Bad Aibling; † 4. September 1975 in München) war ein katholischer Theologe und Professor für neutestamentliche Exegese und biblische Hermeneutik an der Ludwig-Maximilians-Universität München.

## Leben
Josef Schmid studierte Philosophie und Theologie in Innsbruck, Freising und München. Nach der Promotion und Habilitation in Katholischer Theologie wurde er 1931 Professor für Neues Testament an der Philosophisch-Theologischen Hochschule Dillingen. Im November 1933 unterzeichnete er das Bekenntnis der Professoren an den deutschen Universitäten und Hochschulen zu Adolf Hitler. 1951 berief ihn die Universität München zum Professor an der Katholisch-Theologischen Fakultät. Dort lehrte und forschte er bis zu seiner Emeritierung 1959.
Schmids Bücher zum Neuen Testament wurden zu Standardwerken, vor allem seine Kommentare zu den synoptischen Evangelien, seine Evangeliensynopse und seine mit Alfred Wikenhauser verfasste Einleitung in das Neue Testament. Sie wurden in zahlreiche Sprachen übersetzt und immer wieder aufgelegt.

## Nachlass
Josef Schmids Nachlass befindet sich in der Bayerischen Staatsbibliothek.

## Ehrungen
1958 erhielt er ein Ehrendoktorat der Universität Innsbruck.

## Schriften
- Der Epheserbrief des Apostels Paulus. Seine Adresse, Sprache und literarischen Beziehungen. Herder, Freiburg 1928.
- Matthäus und Lukas. Eine Untersuchung des Verhältnisses ihrer Evangelien. Herder, Freiburg 1930.
- Zeit und Ort der paulinischen Gefangenschaftsbriefe, mit einem Anhang über die Datierung der Pastoralbriefe. Herder, Freiburg 1931.
- Paulus als Seelsorger (= Lebensschule der Heiligen Schrift, Band 6). Christkönigsverlag, Meitingen 1935.
- Das Evangelium nach Lukas (= Regensburger Neues Testament, Bd. 3). Pustet, Regensburg 1941. 3., umgearbeitete Auflage 1955.
- Das Evangelium nach Markus (= Regensburger Neues Testament, Bd. 2). Pustet, Regensburg 1939. 4., durchgesehene Auflage 1958.
- Das Evangelium nach Matthäus (= Regensburger Neues Testament, Bd. 1). Pustet, Regensburg 1948. 4., durchgesehene Auflage 1959.
- Synopse der drei ersten Evangelien, mit Beifügung der Johannes-Parallelen. Pustet, Regensburg 1949; 14. Auflage 2016 mit einem Vorwort von Michael Theobald, ISBN 978-3-7917-2849-0.
- Studien zur Geschichte des griechischen Apokalypse-Textes, 2 Bände (in 3 Teilbänden). Zink, München 1955–1959.
- mit Alfred Wikenhauser: Einleitung in das Neue Testament. Herder, Freiburg, 6., völlig neu bearb. Aufl. 1973, ISBN 3-451-16426-4.